# Fred Ward
Frederick Joseph „Fred” Ward (ur. 30 grudnia 1942 w San Diego, zm. 8 maja 2022 w Los Angeles) – amerykański aktor, producent filmowy i model.

## Życiorys

### Wczesne lata
Urodził się w San Diego w Kalifornii jako syn Juanity Iown i Freda Fraziera Warda. Jego przodkowie pochodzili z indiańskiego plemienia Czirokezów. Jego rodzina miała też korzenie angielskie, szkockie, irlandzkie, niemieckie i walijskie. Jego matka zmarła, gdy miał 13 lat. Spędził trzy lata w United States Air Force. Jako bokser amator czterokrotnie miał złamany nos. Pracował jako drwal na Alasce, woźny i krótko jako kucharz.

### Kariera
Studiował aktorstwo w nowojorskim Herbert Berghof Studio. Mieszkał w Rzymie, gdzie pracował przy dubbingu włoskiej wersji językowej filmów angielskich i pojawił się w filmach neorealistycznego reżysera Roberto Rossellini. Występował w eksperymentalnych przedstawieniach teatralnych.
Zadebiutował na ekranie jako kowboj w westernie komediowym Howarda Zieffa Hollywoodzki kowboj (1975) u boku Jeffa Bridgesa. Po występie w dreszczowcu Dona Siegela Ucieczka z Alcatraz (In Escape From Alcatraz, 1979) z Clintem Eastwoodem i dreszczowcu sensacyjnym Waltera Hilla Śmiertelne manewry (Southern Comfort, 1981) z Keithem Carradine jako kapral Lonnie Reece, zagrał główną rolę jako rajdowiec rowerowy Lionel Swann w filmie akcji Timerider: Przygoda Lyle’a Swanna (Timerider: The Adventure of Lyle Swann, 1982).
W filmie przygodowym Philipa Kaufmana Pierwszy krok w kosmos (The Right Stuff, 1983) wg książki Toma Wolfe’a wcielił się w postać astronauty Virgila Grissoma. Można go było potem zobaczyć w dramacie wojennym Teda Kotcheffa Niespotykane męstwo (Uncommon Valor, 1983) w roli Wilkesa u boku Gene Hackmana, dramacie biograficznym Mike’a Nicholsa Silkwood (1983) w roli Morgana z Meryl Streep, dramacie Jonathana Demmego Szybka zmiana (Swing Shift, 1984) w roli Biscuitsa Tooheya i komedii romantycznej Tajemniczy wielbiciel (Secret Admirer, 1985) w roli porucznika Morgana u boku C. Thomasa Howella.
Wystąpił jako Samuel Edward „Sam” Makin / Remo Williams w filmie sensacyjno-przygodowym Guya Hamiltona Remo: Nieuzbrojony i niebezpieczny (Remo Williams: The Adventure Begins, 1985), jako Roone Dimmick w komedii Jima Abrahamsa Bliźnięta nie do pary (In Big Business, 1988) i jako sierżant Benjamin Dix w filmie akcji Sajgon (Off Limits, 1988). W 1990 został wybrana przez magazyn „Action Film” jako jedna z 10 najlepszych gwiazd kina akcji i znalazł się na miejscu 9. Za rolę Stuarta Kane w dramacie Roberta Altmana Na skróty (Short Cuts, 1993), ekranizacji prozy Raymonda Carvera, otrzymał puchar specjalny Volpi i Złoty Glob. Kreacja Wyatta Earpa w telewizyjnym westernie komediowym TNT Cztery oczy (Four Eyes and Six-Guns, 1992) przyniosła mu nominację do CableACE Award. W komedii Petera Segala Naga broń 33⅓: Ostateczna zniewaga (In Naked Gun 33 1/3: The Final Insult, 1994) pojawił się jako terrorysta Rocco Dillon. W telewizyjnym dramacie biograficznym CBS Historia Jackie Bouvier Kennedy Onassis (Jackie Bouvier Kennedy Onassis, 2000) z Joanne Whalley wystąpił jako John Vernon 'Black Jack' Bouvier III.

## Życie prywatne
Ward mieszkał w dzielnicy Venice w Los Angeles. Jego pierwsze małżeństwo, z Carlą Evonne Stewart w 1965, zakończyło się rozwodem w następnym roku. Po 20 latach drugiego małżeństwa rozwiódł się z Silvią Ward. Mieli syna Django, który otrzymał imię na cześć gitarzysty jazzowego Django Reinhardta. Po rozwodzie poślubił Marie-France Boisselle w 1995, a ona wniosła o rozwód w sierpniu 2013, ale pogodzili się później w tym samym roku.

### Śmierć
Zmarł 8 maja 2022 w Los Angeles, w wieku 79 lat. Jego rodzina odmówiła podania przyczyny śmierci.

## Filmografia
- Miłość na nowy rok (1974) jako kierowca ciężarówki
- Hollywoodzki kowboj (1975) jako Sam
- Ucieczka z Alcatraz (1979) jako John Anglin
- Karnawał (1980) jako Jack
- Śmiertelne manewry (1981) jako Lonnie Reece
- Silkwood (1983) jako Morgan
- Pierwszy krok w kosmos (1983) jako Virgil Grissom
- Niespotykane męstwo (1983) jako Wilkes
- Szybka zmiana (1984) jako Archibald "Biscuits" Touie
- Remo: Nieuzbrojony i niebezpieczny (1985) jako Remo Williams
- Bliźnięta nie do pary (1988; znany także pod tytułem – Duży interes) jako Roone Dimmick
- Sajgon (1988) jako sierżant Benjamin Dix
- Książę Pensylwanii (1988) jako Gary Marshetta
- Zlecenie (1990) jako Pauling
- Miami Blues (1990) jako Hoke Moseley
- Henry i June (1990) jako Henry Miller
- Wstrząsy (1990) jako Earl Bassett
- Gracz (1992) jako Walter Stuckel
- Na rozkaz serca (1992) jako Jack Milton
- Bob Roberts (1992) jako Chip Daley
- Na skróty (1993) jako Stuart Kane
- Naga broń 33 ⅓: Ostateczna zniewaga (1994) jako Rocco Dillon
- Wstrząsy 2: Wielkie larwy wróciły (1996) jako Earl Bassett
- Reakcja łańcuchowa (1996) jako Leon Ford, agent FBI
- Po pierwsze nie szkodzić (1997) jako Dave Reimüller
- Drużbowie (1997) jako szeryf Bud Phillips
- Uczciwa kurtyzana (1998; znany także pod tytułem – Niebezpieczna piękność) jako Domenico Venier
- Wietnamski eksperyment (2000) jako Max Camden
- Kruk 3: Zbawienie (2000) jako kapitan policji
- Ostra jazda (2000) jako Earl Edwards
- Oszustwo (2000) jako Elmo Somerset
- Cała prawda (2001; znany także pod tytułem – Świadectwo prawdy) jako John McWhirter
- Joe Dirt (2001) jako ojciec Joego
- Corky Romano (2001) jako Leo Corrigan
- Letnia przygoda (2001) jako Sean Dunne
- Dziewczyna z Alabamy (2002) jako Earl Smooter
- Nigdy więcej (2002) jako Jupiter
- Porzucona (2002) jako Bill Stayton
- Jeźdźcy Apokalipsy (2003) jako pijak
- 10.5 w skali Richtera (2004) jako Roy Nolan
- Od brzegu do brzegu (2004) jako Hal Kressler
- Ostatnia jazda (2004) jako Darryl Kurtz
- Smaki miłości (2007) jako Bat Gamlen
- Hotelowa miłość (2008) jako Jerry Flux
- Droga ucieczki (2008) jako Archie Sparks
- Kryptonim Farewell (2009) jako Ronald Reagan
- Opancerzony (2009) jako Duncan Ashcroft